# Proceratiinae
Proceratiinae is een onderfamilie van de familie mieren.

## Geslachten
(Indicatie van aantallen soorten per geslacht tussen haakjes)
- Discothyrea  (32)
- Probolomyrmex  (24)
- Proceratium  (78)